# Салдыс
Салдыс (баш. Салды) — горный хребет на Южном Урале. Находится на территории Белорецкого района РБ.
Хребёт Салдыс расположен между реками Инзер и Катаскин (приток р. М.Инзер) в Белорецком районе РБ.
Длина хребта — 21 км, ширина — 3—4 км, высота — 790 м (г. Сухарова). Имеется еще семь вершин с высотами от 580 до 790 м (горы Салдыс, Дубовая и др.).
Состоит из песчаников, алевролитов, аргиллитов, конгломератов, гравелитов и доломитов зильмердакской свиты верхнего рифея.
Хребет дает начало рекам Бардин (река), Катаскин, Категан, Салдыс (река), Ямашта — притоки реки Инзер.
В ландшафтах хребта Салдыс проявляется высотная поясность с елово-пихтовыми лесами, с горными тундрами.
Входит в состав заповедника «Южно-Уральский».

## Топонимика
Название хребта произошло предположительно от древнебашкирского слова Салды — «каменный».